# Elenés
Elenés (em grego: Ελενών) é uma vila cretense da unidade regional de Retimno, no município de Amári, na unidade municipal de Sivrítos. Situada a uma altitude de 646 metros, está localizada a 37 km a sudoeste da cidade de Retimno no vale Amári. Segundo censo de 2011, têm 196 habitantes.
Próximo a vila está a caverna de Margele onde foram descobertos vestígios que remontam aos períodos neolítico e minoano antigo, sendo também visíveis nas redondezas algumas igrejas bizantinas. Vizinhas a Elenés, estão as vilas de Geracarí e Mesonísia.